# 藤井貴司
藤井 貴司（ふじい たかし、1960年7月16日 - ）は、朝鮮語学習書著者、朝鮮語学習塾「ハヌル韓国語学院」経営者・講師。滋賀県大津市出身。
朝鮮語の仕事に携わる前は関西電力株式会社に勤務し、資材、経理、財務、IT関係の仕事を歴任。在籍中に米国、東南アジア、欧州、オーストラリアでの海外投資家対象プレゼンテーションミーティングを担当。関西電力ではITの知識を生かし、WEBポータルサイトを運営する「関西どっとコム」の発案者となり、企画の一角を担う。関西電力の早期退職者募集に応じ、2002年12月、関西電力を退職。京都のIT企業に入社するも2ヶ月後にリストラ対象となり退社。2004年8月、大韓民国高麗大学校語学堂での朝鮮語学習を契機として、朝鮮語関連の事業を開始。

## 略歴
- 1967年 倉敷市立第五福田小学校に入学ののち、大津市立膳所小学校に転校。
- 1973年 大津市立粟津中学校に入学。
- 1979年 滋賀県立東大津高等学校を卒業し、関西電力株式会社へ入社。
- 2002年 関西電力を退社。
- 2004年 神奈川県相模原市にハヌル韓国語学院を設立。
- 2004年 朝鮮語関連の書籍を執筆。

## 著作
- 『韓国語を自由自在に組み立てる本』 2005.12　国際語学社　ISBN 4-87731-283-8
- 『普通の韓国語を身につける本』2006.11　国際語学社　ISBN 4-87731-332-X